# Trångsviken
Trångsviken är en tätort i Alsens distrikt (Alsens socken) i Krokoms kommun, Jämtlands län. Trångsviken är beläget vid E14, 4 mil från Östersund, invid Storsjöns strand. 

## Historia
Trångsviken började bebyggas i slutet av 1800-talet i samband med att järnvägen mellan Östersund och Trondheim byggdes (mellanriksbanan). Trångsvikens station anlades för att förse ångloken med vatten från Storsjön innan tågen skulle fortsätta vidare mot Mattmar. Sträckan mellan Storlien och Trångsviken blev klar den 17 oktober 1881 och sträckan mellan Trångsviken och Nälden blev klar i december samma år. 
Trångsviken hade även ångbåtsförbindelse med andra orter vid Storsjön. Stationssamhället ökade snabbt sin befolkning och ett flertal mindre industrier anlades, inte minst sågverk. Post, affärer, skola med mera byggdes upp. 

### Befolkningsutveckling
| Befolkningsutvecklingen i Trångsviken 1960–2020 | Befolkningsutvecklingen i Trångsviken 1960–2020 | Befolkningsutvecklingen i Trångsviken 1960–2020 | Befolkningsutvecklingen i Trångsviken 1960–2020 | Befolkningsutvecklingen i Trångsviken 1960–2020 |
| ----------------------------------------------- | ----------------------------------------------- | ----------------------------------------------- | ----------------------------------------------- | ----------------------------------------------- |
|                                                 |                                                 |                                                 |                                                 |                                                 |
| År                                              |                                                 |                                                 | Folkmängd                                       | Areal (ha)                                      |
| 1960                                            | 1960                                            |                                                 | 215                                             |                                                 |
| 1965                                            | 1965                                            |                                                 | 240                                             |                                                 |
| 1970                                            | 1970                                            |                                                 | 245                                             |                                                 |
| 1975                                            | 1975                                            |                                                 | 294                                             |                                                 |
| 1980                                            | 1980                                            |                                                 | 330                                             |                                                 |
| 1990                                            | 1990                                            |                                                 | 322                                             | 69                                              |
| 1995                                            | 1995                                            |                                                 | 292                                             | 69                                              |
| 2000                                            | 2000                                            |                                                 | 272                                             | 69                                              |
| 2005                                            | 2005                                            |                                                 | 269                                             | 69                                              |
| 2010                                            | 2010                                            |                                                 | 288                                             | 64                                              |
| 2015                                            | 2015                                            |                                                 | 272                                             | 56                                              |
| 2020                                            | 2020                                            |                                                 | 266                                             | 61                                              |
|                                                 |                                                 |                                                 |                                                 |                                                 |

## Samhället
I byn finns förskola, post, skola och gymnastiksal. Bygdegården som byn med gemensamma kraftansträgningar lät uppföra för några år sedan har blivit en viktig del för byns tillväxt.

## Näringsliv
Här finns större företag såsom Trangia med de välkända friluftsköken, som funnits på orten sedan 1920-talet.